# Supercopa de España de Baloncesto 1985
La Supercopa de España de Baloncesto o Copa Federación 1985 fue la 2.ª edición desde su fundación. Se disputó en el Polideportivo Pisuerga de Valladolid el 23 de octubre de 1985.

## Equipos participantes
| Equipo               | Clasificación                                         | Participación |
| -------------------- | ----------------------------------------------------- | ------------- |
| Real Madrid          | Campeón de Copa del Rey 1985 y de Liga ACB 1984-85    | 2º            |
| Ron Negrita Joventut | Subcampeón de Copa del Rey 1985 y de Liga ACB 1984-85 | 1º            |

## Final
| 23 de octubre de 1985, 18:45 | Ron Negrita Joventut                        | 104–91                             | Real Madrid                                       | |  |
| 18:45 GTM+1                  | Marcador por tiempos: 46–44, 58–47          | Marcador por tiempos: 46–44, 58–47 | Marcador por tiempos: 46–44, 58–47                | |  |
|                              | Estadísticas Greg Stewart 32 Greg Stewart 9 | Pts Reb                            | Estadísticas Fernando Martín 33 Fernando Martín 9 | Pabellón: Polideportivo Pisuerga, Valladolid Asistencia: 5.000 espectadores Árbitros: Francisco Javier Fajardo Víctor Mas Ráfols |  |

| Campeón de la Supercopa de España 1985 |
| -------------------------------------- |
| Ron Negrita Joventut 1º título         |